# Ariquemes
Ariquemes es un municipio brasileño del estado de Rondônia. El nombre Ariquemes es un homenaje la tribu indígena Arikeme, habitantes originales de esa región. Estos nativos hablaban el txapakura, perteneciente al tronco lingüístico tupí. La tribu se encuentra actualmente extinta. 
El municipio fue fundado el 21 de noviembre de 1977. 

## Geografía
Se localiza a una latitud 09º54'48" sur y a una longitud 63º02'27" oeste, estando a una altitud de 142 metros. Su población es de 90.354 habitantes (IBGE/2010). 
Posee un área de 4.427 km². Está localizado en la porción centro-norte del estado, a 203 kilómetros de Porto Velho.

### Clima
El clima de Ariquemes sigue la clasificación de Köppen, que se aplica a casi todo el estado de Rondônia, siendo este del tipo ecuatorial. Este es predominantemente caliente y húmedo pues consiste básicamente de mucho calor y humedad intercalados, con un período de sequía que puede durar hasta dos meses.